# Damaststaal

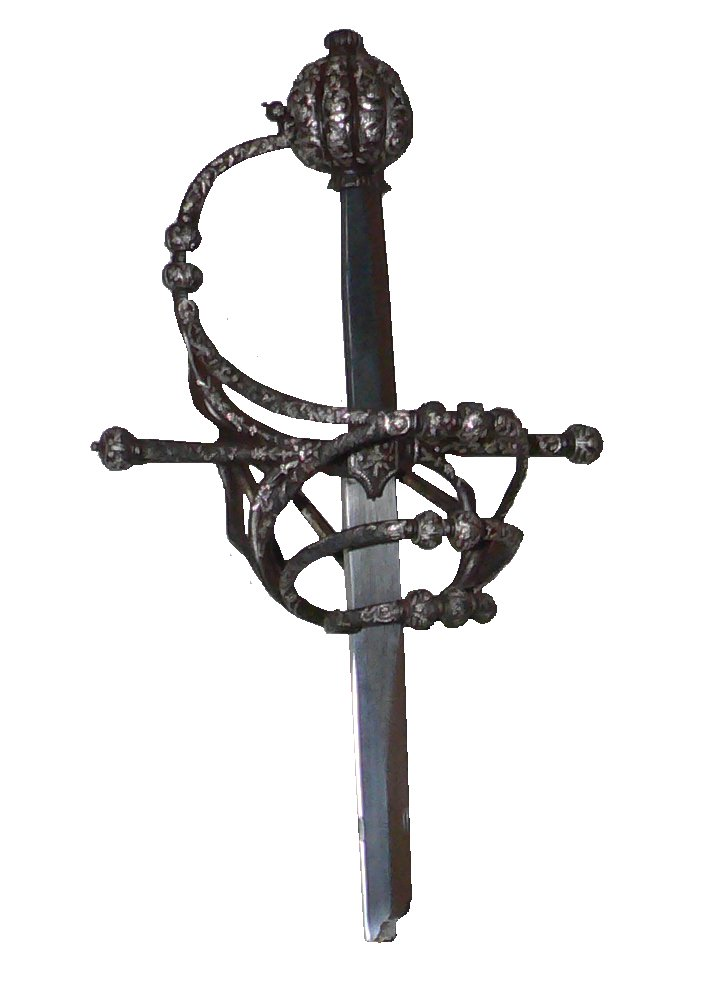
Een rapier gemaakt van damaststaal

Damaststaal of damast, ook Damasceens staal genoemd, is een klassiek staalsoort, oorspronkelijk afkomstig uit India, van waaruit het in de vorm van smeedklare blokken of zogenaamde 'broodjes' (ingots) werd verscheept naar het Midden-Oosten. In Europa is damast bekend geworden doordat Damasceense kooplieden het verhandelden in de vorm van zwaarden en messen.
Damaststaal is een type gietstaal en wordt tegenwoordig als verzamelnaam gebruikt voor twee soorten staal: woets (of ook wel bulat of Georgische damaststaal genoemd) en patroongelast staal (patternwelded). Beide vertonen patronen door kleurverschillen. Deze patronen zijn een vorm van de microstructuur morfologie van het materiaal en kunnen duidelijk met het blote oog worden waargenomen.
Woets en patroongelast staal zijn echter door geheel verschillende productietechnieken verkregen. Om verwarring te voorkomen, wordt daarom ook niet meer gesproken van damast, maar van woets of patroongelast staal. 

## Woets
Woets (in Engels, wootz) is een soort hard gietstaal, afkomstig uit India. De naam is volgens de Oxford English Dictionary wellicht een drukfout voor wook, de Engelse verbastering van ukku (uitgesproken met een w aan het begin), dat het woord voor staal is in verschillende Zuid-Indische talen.

### Geschiedenis
Deze staalsoort werd al in de oudheid in India geproduceerd, en geëxporteerd naar het Midden-Oosten, waar het bekend werd als damaststaal. Het staal zou reeds rond het jaar 300 na Christus ontwikkeld zijn; sommige bronnen zeggen zelfs 200 vóór Christus. Dankzij de hardheid en scherpte werd het vooral gebruikt voor het maken van sabels en zwaarden. Dit kwam door het ijzercarbide (cementiet) in het staal, dat bij het afkoelen van het staal in banden uitkristalliseerde, waardoor deze wapens een karakteristieke tekening verkregen.
Aan het begin van de 19e eeuw stopte de productie van deze wapens en de kunst van het maken van deze "damascus-wapens" leek verloren te zijn gegaan. Vermoed wordt dat het erts voor woets uit bepaalde ertsmijnen met de 'juiste' verontreinigingen (vanadium) afkomstig was; toen die mijnen uitgeput raakten, moest men erts van elders gebruiken, maar dat had niet de samenstelling om echte damascus-wapens te kunnen maken. Een andere factor voor het verdwijnen van deze technologie was wellicht ook de opkomst van vuurwapens. Waarschijnlijker is echter dat industrieel verkregen staal dat in de 19de eeuw zijn intrede deed, veel goedkoper was te produceren en veel consistenter van kwaliteit, het arbeidsintensieve woets heeft uitgebannen. 
De kennis is echter nooit geheel verloren gegaan, en er is tegenwoordig een redelijk aantal smeden die het proces beheersen.

### Recept
In de jaren 1980 reconstrueerden professor John Verhoeven van de Universiteit van Iowa en een Californische smid, Alfred Pendray, het vermoedelijke recept voor woets: naast een heel nauwkeurige verhouding van temperatuur en duur van verhitting bij het maken van het staal, was de samenstelling van het erts van cruciaal belang: het moest rijk zijn aan fosfor en vooral, licht verontreinigd zijn met vanadium, molybdeen of soortgelijke carbide-vormende elementen.
Woets is zeer hard door de verontreinigingen die erin vermengd zijn, zoals vanadium en koolstof. Het is een kroezenstaal, dat verkregen wordt door smeedijzer (laag koolstofgehalte) samen te smelten met gietijzer (zeer hoog koolstofgehalte) in een smeltkroes. Het metaal wordt daarbij afgeschermd door vloeibaar glas, zodat het geen extra koolstof opneemt, waardoor het anders volledig gietijzer zou worden. Dit werd gedaan omdat smeedijzer heel zacht en buigzaam is door te weinig koolstof, en gietijzer zeer bros door te veel koolstof. Door beiden in de juiste verhouding samen te smelten ontstaat goed, hardbaar staal. De aanwezigheid van vanadium als verontreiniging zorgt ervoor dat een deel van de koolstof zich afscheidt als zeer harde carbiden. Op zichzelf zijn carbiden bros, maar doordat ze ingebed zijn in flexibel staal, wordt een goede combinatie van hardheid en sterkte verkregen. Deze combinatie van staal en carbiden is duidelijk te zien in het staal als donkere en lichte tinten, indien geëtst. De broodjes staal die werden verkregen door het staal langzaam af te laten koelen in de kroes werden verder uitgesmeed tot zwaarden, messen etc

## Patroongelast staal
Patroongelast staal is een samengesteld staal, waarbij door combinatie van verschillende staalsoorten met een verschil in kleur een patroon in het staal ontstaat. Deze staalsoorten worden aan elkaar gelast (aan elkaar smeden bij een temperatuur waarbij het staal aan elkaar hecht). Om het proces te begrijpen is het noodzakelijk om het fabricageproces van smeedijzer te begrijpen. In Europa (en vele andere gebieden in de wereld) werd ijzer uit erts gewonnen in een schachtoven, waarbij het ijzer nooit het smeltpunt bereikt. Dit was om te voorkomen dat het ijzer veel koolstof zou opnemen, waardoor (in die tijd) nutteloos gietijzer zou ontstaan. Het gevolg is dat het ijzer veel onzuiverheden bevat, die door smeden eruit geperst moeten worden. Dit werd gedaan door het ijzer meermalen dubbel te vouwen en verder uit te smeden. Hierdoor bestaat een gelaagd ijzer uit min of meer gelijke soorten ijzer. Dit geeft al een zichtbaar patroon. Al het ijzer vanaf de ijzertijd tot in de middeleeuwen had die gelaagdheid. Daarnaast was een gebruikelijke methode om koolstof toe te voegen aan het ijzer (om zo hardbaar staal te maken) dunne ijzeren staafjes een lange tijd te verhitten in een koolstofrijke omgeving. Hierdoor lost het koolstof op in het oppervlak. Deze staafjes kunnen dan weer samen gelast worden, en wordt door vouwen en uitsmeden het koolstof gelijk verdeeld door het staal.
In de laatste eeuwen van de ijzertijd ging men lagen van ijzer met verschillende verontreinigingen samensmeden (bijvoorbeeld met veel en weinig koolstof), om zo het gelaagde patroon duidelijker te maken, als lijnen donker en licht ijzer. Vanaf de 3de eeuw werden zwaarden opgebouwd uit staven gelaagd staal die ook nog eens getordeerd werden, waardoor nog interessantere patronen werden verkregen (bijvoorbeeld V-, N- of W- patronen, voor resp. 2, 3 of 4 getordeerde staven). Waarschijnlijk was dit meer een modeverschijnsel, dan dat het het zwaard een hogere kwaliteit gaf. Een zwaard geheel van staal met genoeg koolstof om het te harden is namelijk minstens even goed van kwaliteit. In het algemeen werd het patroongelast staal ook alleen aangebracht in de kern van het zwaard, waarbij de sterkte van het staal van minder belang is. Zwaarden met dergelijke patronen waren de norm van ong. 500-1000 na Chr. Hierna deed kroezenstaal zijn intrede in Europa, waardoor patroonwellen niet meer van toepassing was. Het is echter nooit geheel verdwenen. Zo werden later ook de lopen van luxevuurwapens van patroongelast staal gemaakt. En tegenwoordig is het zeer populair onder messensmeden, waarbij het patroonwellen veel mogelijkheden tot artistieke expressie geeft.